# Alcis diprosopa
Alcis diprosopa är en fjärilsart som beskrevs av Eugen Wehrli 1943. Alcis diprosopa ingår i släktet Alcis och familjen mätare. Inga underarter finns listade i Catalogue of Life.